# 2002 في أوكرانيا
فيما يلي قوائم الأحداث التي وقعت خلال عام 2002 في أوكرانيا.

## سياسة

### تعيين في المنصب
- 14 مايو – ألكساندر تورتشينوف نائب الشعب الأوكراني [الإنجليزية]‏.
- 14 مايو – أوليغ بلوخين نائب الشعب الأوكراني [الإنجليزية]‏.
- 14 مايو – اوليه تيانيبوك نائب الشعب الأوكراني [الإنجليزية]‏.
- 14 مايو – بترو بوروشنكو نائب الشعب الأوكراني [الإنجليزية]‏.
- 14 مايو – رفعت شوباروف نائب الشعب الأوكراني [الإنجليزية]‏.
- 14 مايو – سيرجي بوبكا نائب الشعب الأوكراني [الإنجليزية]‏.
- 14 مايو – فولوديمير ليتفين نائب الشعب الأوكراني [الإنجليزية]‏،رئيس المجلس الأعلى الأوكراني [الإنجليزية]‏.
- 14 مايو – فيكتور يوشتشينكو نائب الشعب الأوكراني [الإنجليزية]‏.
- 14 مايو – ليونيد كادينوك نائب الشعب الأوكراني [الإنجليزية]‏.
- 14 مايو – ليونيد كرافتشوك نائب الشعب الأوكراني [الإنجليزية]‏.
- 14 مايو – مصطفى دزيمليف نائب الشعب الأوكراني [الإنجليزية]‏.
- 14 مايو – يوري وتسينكو نائب الشعب الأوكراني [الإنجليزية]‏.
- 14 مايو – يوليا تيموشينكو نائب الشعب الأوكراني [الإنجليزية]‏.
- 21 نوفمبر – فيكتور يانوكوفيتش رئيس وزراء أوكرانيا.

### انتهاء فترة المنصب
- 7 فبراير – بافلو لازارينكو نائب الشعب الأوكراني [الإنجليزية]‏.
- 14 مايو – ألكساندر تورتشينوف نائب الشعب الأوكراني [الإنجليزية]‏.
- 14 مايو – أوليغ بلوخين نائب الشعب الأوكراني [الإنجليزية]‏.
- 14 مايو – اوليه تيانيبوك نائب الشعب الأوكراني [الإنجليزية]‏.
- 14 مايو – بترو بوروشنكو نائب الشعب الأوكراني [الإنجليزية]‏.
- 14 مايو – رفعت شوباروف نائب الشعب الأوكراني [الإنجليزية]‏.
- 14 مايو – فاليري بورزوف نائب الشعب الأوكراني [الإنجليزية]‏.
- 14 مايو – ليونيد كرافتشوك نائب الشعب الأوكراني [الإنجليزية]‏.
- 14 مايو – مصطفى دزيمليف نائب الشعب الأوكراني [الإنجليزية]‏.

## مواليد

### يونيو
- 28 يونيو – مارتا كوستيوك لاعبة كرة مضرب أوكرانية.

## وفيات

### يناير
- 1 يناير – أوستاب ستيكيو (مواليد 1924) لاعب كرة قدم.

### مايو
- 13 مايو – فاليري لوبانوفسكي (مواليد 1939) لاعب كرة قدم أوكراني.

### أغسطس
- 15 أغسطس – حاييم يوسف صادوق (مواليد 1913) سياسي إسرائيلي.